# ブラニェヴォ郡
ブラニェヴォ郡（ポーランド語: powiat braniewski）は、北ポーランドのヴァルミア＝マズールィ県にある地方自治体。ロシアとの国境に位置する。1998年のLocal Government Reorganizationの結果、1999年1月1日に誕生した。郡都で最大の町はブラニェヴォであり、オルシュティンの北西80kmのところに位置する。
郡は合計で1,204.54km2の面積がある。2006年の統計で、郡全体の人口が43,781人である。

## 近隣の郡
東部はバルトシツェ郡とリズバルク郡、南西部はエルブロンク郡に接している。また、北部はロシアとの国境である。

## 下位自治体
郡は7つの下位自治体（グミナ）に分割される。（1つの都市、2つの田園都市、4つの村）なお、人口順に並べてある。
| 名称                   | 種類     | 面積（km2） | 人口（2006年） | 中心地         |
| ---------------------- | -------- | ----------- | -------------- | -------------- |
| ブラニェヴォ           | 都市     | 12.4        | 17,875         |                |
| グミナ・パジェネヅォ   | 田園都市 | 241.4       | 6,789          | パジェネヅォ   |
| グミナ・ブラニェヴ     | 村       | 306.9       | 6,400          | ブラニェヴォ * |
| グミナ・フロンブルク   | 田園都市 | 125.8       | 3,791          | フロンブルク   |
| グミナ・ヴィルジェンタ | 村       | 148.0       | 3,153          | ヴィルジェンタ |
| グミナ・レルコヴォ     | 村       | 198.0       | 3,066          | レルコヴォ     |
| グミナ・プウォスキニア | 村       | 172.1       | 2,707          | プウォスキニア |
| * グミナの一部ではない |          |             |                |                |

## 参照
- ポーランドの公式の人口2006